# クリストファー・ミンツ＝プラッセ
クリストファー・ミンツ＝プラッセ（Christopher Mintz-Plasse, 1989年6月20日 - ）は、アメリカ合衆国の俳優。

## 人物
カリフォルニア州ロサンゼルスでスクールカウンセラーの母と、郵便配達の父のあいだに生まれる。ユダヤ系である。
高校時代は演劇を学び、そのときの友人二人と『スーパーバッド 童貞ウォーズ』のオーディションを受けてフォーゲル役を勝ち取った。
カリフォルニア育ちだが、ボストン・セルティックスのファンである。

## フィルモグラフィー

### 映画
| 年   | 邦題/原題                                                                     | 役名                                    | 備考     |
| ---- | ----------------------------------------------------------------------------- | --------------------------------------- | -------- |
| 2007 | スーパーバッド 童貞ウォーズ Superbad                                          | フォーゲル / マクラヴィン               |          |
| 2008 | ぼくたちの奉仕活動 Role Models                                                | アンジー・ファークス                    |          |
| 2009 | 紀元1年が、こんなんだったら!? Year One                                        | イサク                                  |          |
| 2010 | ヒックとドラゴン How to Train Your Dragon                                     | フィッシュレッグス・インガーマン        | 声の出演 |
| 2010 | キック・アス Kick-Ass                                                         | クリス・デアミコ / レッド・ミスト       |          |
| 2010 | サーフィン ドッグ Marmaduke                                                   | ジュセッペ                              | 声の出演 |
| 2011 | フライトナイト/恐怖の夜 Fright Night                                          | エド・"イーヴィル"・リー                |          |
| 2012 | パラノーマン ブライス・ホローの謎 ParaNorman                                  | アルヴィン                              | 声の出演 |
| 2012 | ピッチ・パーフェクト Pitch Perfect                                            | トミー                                  |          |
| 2013 | ムービー43 Movie 43                                                           | マイキー                                |          |
| 2013 | ディス・イズ・ジ・エンド 俺たちハリウッドスターの最凶最期の日 This Is the End | クリストファー・ミンツ＝プラッセ        |          |
| 2013 | キック・アス/ジャスティス・フォーエバー Kick-Ass 2                            | クリス・デアミコ / ザ・マザーファッカー |          |
| 2014 | ネイバーズ Neighbors                                                          | スクーニー                              |          |
| 2014 | ヒックとドラゴン2 How to Train Your Dragon 2                                  | フィッシュレッグス・インガーマン        | 声の出演 |
| 2016 | ゲット・ア・ジョブ 〜僕たちの就職戦線 Get a Job                               | イーサン                                |          |
| 2016 | ネイバーズ2 Neighbors 2: Sorority Rising                                      | スクーニー                              |          |
| 2016 | トロールズ Trolls                                                             | グリスル                                | 声の出演 |
| 2017 | ディザスター・アーティスト The Disaster Artist                                | シド                                    |          |
| 2019 | ヒックとドラゴン 聖地への冒険 How to Train Your Dragon: The Hidden World      | フィッシュレッグス・インガーマン        | 声の出演 |
| 2020 | トロールズ ミュージック★パワー Trolls World Tour                              | グリスル                                | 声の出演 |
| 2020 | プロミシング・ヤング・ウーマン Promising Young Woman                          | ニール                                  |          |